# Krzysztof Żyngiel
Krzysztof Żyngiel (ur. 2 września 1982 w Częstochowie) – artysta malarz pochodzenia polsko-litewskiego. Zwycięzca licznych konkursów ogólnopolskich i międzynarodowych. W 2009 roku uznany przez Gazetę Wyborczą za jednego z 13 najpopularniejszych malarzy polskich młodego pokolenia.

## Życiorys
Urodził się 2 września 1982 r. w Częstochowie. Artysta w 2005 roku ukończył Akademię im. Jana Długosza w Częstochowie zdobywając wykształcenie wyższe z tytułem magister sztuki artysta plastyk. Dyplom obronił z wyróżnieniem. W 2005 roku otrzymał wyróżnienie od Tomasza Sętowskiego za rysunek przedstawiający fantastyczną wizję barokowego popiersia kobiecego. Od wielu lat bierze udział w licznych wystawach w kraju i za granicą. Jak mówi sam artysta, jednym z ciekawszych doświadczeń było zaprezentowanie swojej twórczości obok innych polskich malarzy na wystawie Metamorfozy. Prace ponad 60 artystów pochodziły z kolekcji prywatnej Państwa Krużyckich. W 2017 roku otrzymał nominację od Mondial Art Academia na jej ambasadora w Polsce. Wyboru dokonało międzynarodowe grono utytułowanych i bardzo znanych artystów z całego świata. Jednocześnie w 2017 roku Mondial Art Academia wydała album malarstwa światowego, gdzie zamieściła dwie prace Krzysztofa Żyngiel. Przyznała mu również srebrny medal w międzynarodowym konkursie surrealistów za obraz Oceaniczny grabarz. W 2018 roku malarz wstąpił do ZPAP oraz zaczął używać pseudonimu i podpisywać swoje prace jako Animus. Mieszka w Częstochowie, gdzie w 2006 roku utworzył pracownię autorską.

## Twórczość
Krzysztof Żyngiel zajmuje się malarstwem (olej na płótnie) oraz rysunkiem. W jego twórczości, inspirowanej nurtem surrealizmu dominują motywy apokaliptyczne i metamorficzne.